# 瞳ノ翼
「瞳ノ翼」（ひとみのつばさ）とは、日本の音楽ユニット、accessの15枚目のシングルで、同シングルの表題曲である。2007年7月18日に発売された。発売元はソニー・ミュージックアソシエイテッドレコーズ。

## 概要
アンティノスレコードからソニー・ミュージックアソシエイテッドレコーズへ移籍後初のシングル。
表題曲は、同年7月4日発売の6枚目のスタジオ・アルバム『binary engine』に収録の「瞳ノ翼〜binary version」をシングルカットしたものであり、毎日放送・TBS系アニメ『コードギアス 反逆のルルーシュ』の第24・25話オープニングテーマ、同アニメの総集編「SPECIAL EDITION BLACK REBELLION」のエンディングテーマに起用された。
累計売上は1.2万枚を記録した。

## 収録曲
1. 瞳ノ翼 [3:34]
  - 作詞：井上秋緒　作曲・編曲：浅倉大介
2. 瞳ノ翼（TV size version）
3. 瞳ノ翼（Instrumental）

## 収録アルバム
- 『binary engine』（binary versionとして収録）
- 『access Best Selection』
- 『CODE GEASS COMPLETE BEST』